# Grande-Trussogne
Grande-Trussogne est un hameau belge de la section de Celles, situé dans la commune de Houyet, dans la province de Namur.

## Situation
Grande-Trussogne est un hameau situé à la limite sud du Condroz entre Celles, Soinne, Custinne et Conjoux. Il est implanté sur un versant bien orienté au sud et autour d'un vallon (altitude de 240 à 280 m), 
Cette localité condrusienne constituée d'une quinzaine d'habitations est accessible par trois rues en cul-de-sac se raccordant au sud de la route nationale 919. Elle se situe aussi à environ 600 m à vol d'oiseau à l'est de la route nationale 94 ainsi qu'au sud-est du carrefour des Quatre Tilleuls.

## Patrimoine
L'habitat rural conserve quelques vestiges de constructions en colombages (comme au no 9) et torchis. Une petite chapelle se dresse au centre du hameau. 
Parmi la demi-douzaine de fermes, fermettes et immeubles repris à l'inventaire du patrimoine immobilier culturel de la Wallonie, la maison et ancienne dépendance bâtie en moellons de calcaire et sise au no 15 est datée par ancres de 1762 avant d'être remaniée au cours des siècles suivants.

## Source et lien externe
Inventaire Régional du patrimoine